# Requena (geslacht)
Requena is een geslacht van rechtvleugeligen uit de familie sabelsprinkhanen (Tettigoniidae). De wetenschappelijke naam van dit geslacht is voor het eerst geldig gepubliceerd in 1869 door Walker.

## Soorten
Het geslacht Requena omvat de volgende soorten:
- Requena baraya Rentz, 2001
- Requena brolga Rentz, 2001
- Requena dajurta Rentz, 2001
- Requena helleri Rentz, 2001
- Requena kadyakia Rentz, 2001
- Requena kangaroo Rentz, 2001
- Requena kerla Rentz, 2001
- Requena kimi Rentz, 2001
- Requena kurarda Rentz, 2001
- Requena minya Rentz, 2001
- Requena pipa Rentz, 2001
- Requena rotto Rentz, 2001
- Requena verticalis Walker, 1869
- Requena victoriae Rentz, 2001
- Requena winstoni Rentz, 2001